# Хрватска вас зове!
Хрватска вас зове! је слоган и наслов популарног плаката из 1991. који су хрватске оружане снаге користиле током рата у Хрватској за оглашавање, мобилизацију и регрутацију. Плакат је био намењен регрутовању војника у земљи и иностранству, како то двојезичност сугерише. Аутор Владимир Костјук урадио је дизајн плаката за Општину Осијек, која је у октобру 1991. године издала укупно 5000 примерака током Битке за Осијек.  Поводом двадесетогодишњице плакат је поново штампан 2011. године, где је додато: (1991–2011: Да се не заборави!)  .

## Опис и мотив
Плакат у портретном формату и штампи у боји има димензије 1000 × 705 милиметара. Репринт из 2011. има димензије 680 × 480 милиметара.
Слоган у црвеној и плавој боји формира хрватске националне боје црвено-бело-плаве с белом позадином. Слоган на хрватском језику Хрватска вас зове односи се на родољубиву хрватску верзију песме Ој Хрватска мати, која се певала у време изградње нације у 19. или почетком 20. века. Croatia needs you now! је енглеска варијанта је слогана британског регрутног постера из Првог светског рата Lord Kitchener Wants You. Тај ратни плакат један је од најпознатијих и најпознатијих мобилизационих плаката и послужио је као предложак за слоган и мотив на многим плакатима.
Мотив плаката приказује колону војника у маскирној одећи, наоружаних јуришним пушкама. Мотив је заснован на фотографији коју је направио Зоран Божићевић у августу 1991. године код Пакраца, који је био под опсадом Југословенске народне армије и српских јединица. Тог дана прва копривничка добровољачка јединица, позната као Стричева група, притекла је у помоћ опкољеном Пакрацу и под непријатељском мерзеровом ватром ујединила се са осталим хрватским снагама на путу Пакрац -Бадљевина. У првом плану је вођа и имењак групе Звонко Пандурић, звани „Стриц“ (1949-2010), чија је јединица касније постала 117. Формирана Копривничка бригада Збора народне гарде Хрватске. Иза њега лево је Зоран Ивић ( рођен 12. децембра 1965) из Леграда, који је био активан на многим ратним ратиштима. Остали војници се не могу идентификовати. Фотографија је први пут штампана 20. априла. августа 1991. у листу Вечерњи лист (стр. 1 и 6). 